# Ipaba
Ipaba là một đô thị thuộc bang Minas Gerais, Brasil. Đô thị này có diện tích 114,349 km², dân số năm 2007 là 14844 người, mật độ 144,7 người/km².